# Duje Draganja
Duje Draganja (n. 27 februarie 1983, Split, RSF Iugoslavia) este un înotător croat, medaliat olimpic. A participat la 3 ediții ale Jocurilor Olimpice (2000, 2004, 2008) în care a câștigat o medalie de argint.